# Agustín Manuel Camacho
Agustín Manuel Camacho y Rojas, O.P. (Tunja, 1699-Santafé de Bogotá, 13 de abril de 1774) fue un sacerdote católico neogranadino de la orden de los dominicos.
Fue ordenado obispo y llegó a ser Obispo de Santa Marta y Arzobispo de Santafé.

## Biografía
Agustín Manuel Camacho nació en 1704, aproximadamente.
Fue nombrado como obispo de Santa Marta el 11 de junio de 1764, siendo ordenado el 28 de octubre de octubre de 1765, con 61 años.
El 4 de marzo de 1771 fue remitido a Santafé, donde fue nombrado Arzobispo de la ciudad. Durante su administración Camacho convocó en la ciudad un Concilio Provincial, reunión de obispo de gran trascendencia pero falleció el 13 de abril de 1774, cuando tenía 70 años. El concilio fue administrado por el sucesor de Camacho, Agustín de Alvarado y Castillo, ya que fue convocado para el 27 de mayo de ese año.

## Familia
Agustín Manuel Camacho era miembro de la aristocracia de Tunja, que lentamente se fue asentando en Bogotáː Los Camacho. Sus padres eran el político y militar Luis Camacho de la Peña y su esposa  Agustina de Rojas y Valverde, siendo sus hermanos Martín, Francisco, Ana María, Lucas y Fernando Antonio Camacho y Rojas.
Su padre era hijo del regidor de Tunja, el español Lucas Camacho de la Peña y Camacho, y sobrino del exacalde de Tunja, Lucas Camacho de Guzmán (quien quitó "de la Peña" de su apellido). Por otra parte, su madre era hija del exalcalde Martín de Rojas y Fonseca, y además estaba emparentada con Diego de Medina y Rojas, primer alcalde de Tunja (de quienes descienden Enrique Olaya Herrera y Alfonso López Pumarejo). y José Joaquín, quien fue presidente de las Provincias Unidas de Nueva Granada de 1814 a 1815.